# Bianco letale
Bianco letale (in originale Lethal White) è un romanzo del 2018 di Robert Galbraith, pseudonimo di J. K. Rowling, quarto episodio della serie dedicata a Cormoran Strike e Robin Ellacott.

## Trama
Il libro si apre con un prologo ambientato immediatamente dopo la fine del libro precedente. Durante il matrimonio tra Robin e Matthew, Cormoran Strike si presenta per riassumere la ragazza, che aveva licenziato per insubordinazione poche settimane prima. Robin scopre che Strike aveva tentato di ricontattarla, ma Matt, geloso, aveva cancellato messaggi e chiamate dal suo smartphone, cosa che causa un furioso litigio tra i due sposini. Prima che Strike vada via, tra i due c'è un brevissimo momento di tenerezza.
Un anno dopo, Robin lavora come socia di Strike presso la sua agenzia investigativa, i cui affari vanno molto meglio; il rapporto tra i due soci, invece, è peggiorato dopo che Robin ha scelto di rimanere con Matt. Un giorno in ufficio si presenta Billy Knight, un giovane affetto da schizofrenia, che dichiara di esser stato testimone di un infanticidio avvenuto quando lui era un bambino. Prima che possa rivelare altri dettagli in proposito, il giovane scappa; incuriosito, Strike inizia a indagare e si imbatte in Jimmy, fratello di Billy, attivista di estrema sinistra che tiene un comizio contro le Olimpiadi di Londra 2012. Durante un breve colloquio, Jimmy e la sua ragazza Flick sostengono che Billy sia mentalmente instabile.
La presenza di Strike al comizio viene notata da un attendente di Jasper Chiswell, ministro della cultura inglese, che ingaggia l'investigatore perché indaghi su un ricatto ai suoi danni da parte di Jimmy, in alleanza con Geraint Winn, marito del ministro per lo sport Della Winn, che ha come oggetto un non meglio precisato scandalo che vide protagonista Chiswell molti anni prima. Chiswell assume Strike anche perché l'uomo ha in precedenza indagato sulla morte di suo figlio Freddie, deceduto durante una campagna militare; il politico, pur non negando il misfatto per cui viene ricattato, sostiene che all'epoca in cui fu compiuto non era illegale, ma che ugualmente potrebbe distruggere la sua carriera, e spera che Strike possa in qualche modo salvarlo.
Robin viene inviata sotto copertura nel Parlamento inglese, dove ha modo di conoscere bene Chiswell e Geraint Winn. Stringe inoltre amicizia con la figlia di Jasper, Izzy, e con Raphael, figlio della sua prima moglie appena uscito dal carcere dopo esservi stato detenuto a causa di un omicidio stradale commesso mentre era sotto effetto di droghe. La ragazza conosce anche Kinvara, attuale moglie di Chiswell, e i due coniugi Winn, nel cui ufficio mette delle radiospie. Così facendo, Robin scopre che Della ha come amante il segretario di Geraint, Aamir; inoltre scopre che l'uomo svolge attività illecite per conto di sua moglie. Poco dopo, Strike è costretto a far saltare la copertura quando, per evitare che Jimmy umili Chiswell durante un evento ufficiale, lo aggredisce. Il clamore mediatico suscitato da questo avvenimento è tale che Chiswell decide di licenziare i due detective, ma quando si recano da lui per riscuotere il compenso, lo trovano morto per asfissia e overdose da tranquillanti.
Scotland Yard bolla sbrigativamente l'accaduto come suicidio, poiché Chiswell era sotto pressione a causa del ricatto e dell'imminente divorzio con Kinvara. Izzy, tuttavia, è convinta che si tratti di un omicidio e riassume Strike e Robin perché indaghino su Kinvara, che lei sospetta voler impossessarsi del patrimonio dei Chiswell. Indagando, Strike scopre che Chiswell aveva un giro d'affari con Jack Knight, padre di Jimmy e Billy, col quale costruiva forche da impiccagione che venivano poi vendute in Zimbabwe, prima che l'Unione europea mettesse al bando questa pratica. Una di queste forche era stata rubata da un gruppo di ribelli e usata per uccidere un giovane inglese. Le forche erano state marchiate da Billy con l'effigie del Cavallo Bianco di Uffington, località dove Chiswell aveva la sua dimora, collegandolo al misfatto e dunque rendendo possibile il ricatto di Jimmy.
Durante l'indagine, Robin soffre di attacchi di panico dovuti alla sua avventura con lo Squartatore di Shacklewell e dal fatto che il suo matrimonio con Matt viva un momento di forte crisi, mai realmente sopitasi dal matrimonio; alla fine la ragazza scopre che lui l'ha tradita con una sua amica e lo lascia. Anche Strike vive un momento conturbante con la sua ex fidanzata Charlotte, e le vite dei due soci e i sentimenti che ciascuno prova per l'altro sono messi alla prova.
Strike scopre che poco prima di morire Chiswell aveva escluso Kinvara dal suo testamento, lasciandola però erede di alcune cose come una collana di diamanti molto preziosa, che la famiglia del politico cerca in tutti i modi di sottrarle o di impedirne la vendita. Strike si rende conto che in realtà nel patrimonio di Chiswell ci sono altri oggetti su cui Kinvara nutre interesse, come un dipinto che ritrae una cavalla intenta a piangere la morte del suo puledro a causa della sindrome del bianco letale. Il dipinto è attribuito a George Stubbs, e se ciò venisse confermato varrebbe oltre venti milioni di sterline.
Dopo una lunga e faticosa indagine, che comprende una seconda missione sotto copertura per Robin, Strike collega tutti i tasselli della vicenda e scopre il vero assassino: si tratta di Raphael, che odiava suo padre poiché non lo aveva mai considerato parte della sua famiglia. Raphael aveva dapprima spinto Flick a lavorare per suo padre perché scoprisse la faccenda delle forche, permettendo a Jimmy di ricattarlo; poi aveva sedotto Kinvara e insieme avevano pianificato l'omicidio per intascare l'eredità. Tuttavia Chiswell aveva scoperto la loro relazione e il giovane aveva dovuto improvvisare, uccidendo il padre prima che si stabilisse la paternità del dipinto e che l'uomo potesse depennare anche la moglie dal testamento. Grazie alle prove prodotte da Strike, Kinvara viene arrestata, ma Raphael attira Robin in trappola fingendo di essere Matt e chiedendole un chiarimento. La ragazza viene tenuta sotto tiro con una pistola, ma riesce a prendere tempo e alla fine viene salvata da Strike.
Al termine della lunga e intricata vicenda, Robin e Strike vanno e pranzo con Izzy e Billy per spiegare a quest'ultimo cosa in realtà fosse accaduto quando lui era piccolo: il ragazzo era stato drogato da Jimmy e Freddie Chiswell, e aveva visto quest'ultimo soffocare Rapahel fino a farlo svenire. Il corpo che lui aveva visto seppellire era quello di un puledro ucciso da Freddie in un'altra occasione, che nella mente malata di Billy era andata a sovrapporsi alla prima. Nonostante le prove della sua crudeltà, Izzy continua a difendere la memoria del fratello, cosa che porta Strike a riflettere sull'ipocrisia della classe agiata. Con i ricordi di Billy finalmente risanati, Strike e Robin vanno via insieme.

## Personaggi

### Principali
- Cormoran Strike: ex-militare diventato detective privato dopo aver perso una gamba durante un'operazione di guerra in Siria.
- Robin Ellacott: ex-segretaria di Strike e ora a sua volta detective, moglie di Matthew "Matt" Cunliffe.
- Billy Knight: un giovane affetto da disturbo della personalità che afferma di aver assistito a un infanticidio da bambino.
- Jasper Chiswell: membro del Parlamento Inglese che ingaggia Strike e Robin per un caso di ricatto; finirà tuttavia per essere crudelmente assassinato.

### Sospetti
- Jimmy Knight: fratello maggiore di Billy, attivista anarchico, tenta di screditare Chiswell.
- Raphael: figlio illegittimo di Chiswell, giovane ambizioso e ribelle, ha un pessimo rapporto con suo padre che lo giudica un poco di buono; è stato licenziato da tutti i lavori a cui suo padre l'aveva fatto assumere ed è stato accusato di omicidio stradale.
- Kinvara Chiswell: seconda moglie di Chiswell, giovane e capricciosa, tenta di appropriarsi indebitamente dell'eredità di suo marito contrapponendosi ai suoi figli.
- Della Winn: Ministro dello sport nel Parlamento inglese, è affetta da una malformazione oculare che la rende cieca. Nonostante l'apparenza amabile, è una donna senza scrupoli e nutre risentimento nei confronti del suo rivale politico Chiswell.
- Geraint Winn: marito di Della, cospira insieme a Jimmy Knight per screditare Chiswell e favorire politicamente sua moglie.

### Altri
- Flick Purdue: fidanzata di Jimmy Knight, dal quale viene maltrattata e usata come prestanome per loschi affari.
- Freddie Chiswell: primogenito di Chiswell, morto durante una campagna militare.
- Izzy Chiswell: figlia di Chiswell, lavora nell'ufficio del padre al Parlamento. Diventerà amica di Robin.

## Altri media
Bianco Letale è stato adattato in uno sceneggiato televisivo avente come protagonisti Tom Burke e Holliday Grainger nei ruoli di Cormoran Strike e Robin Ellacott.. La serie, suddivisa in quattro puntate, è andata in onda sul canale inglese BBC One a partire dal 30 agosto 2020.